# DUNK J JAPAN BASKETBALL LEAGUE
『DUNK J JAPAN BASKETBALL LEAGUE』（ダンク・ジェイ・ジャパン・バスケットボール・リーグ）は、TBS系列のバスケットボール中継番組である。

## 概要
2007年より開始された男子セミプロリーグ「日本バスケットボールリーグ（JBL）」の放映権をTBSが獲得。系列のBSチャンネル「BS-TBS」及びCSチャンネル「TBSチャンネル」にてレギュラーシーズン及びプレーオフの中継を行う。
生中継を原則としてレギュラーシーズンは毎週1試合、プレーオフ全試合中継する。

## 解説
- 塚本清彦
- 中原雄

## 実況
- 小笠原亘
- 清水大輔

## リポーター
- 新井麻希
- 吉川舞